# Apáczai Csere János Művelődési Ház
Az Apáczai Csere János Művelődési Ház a Pest vármegyei Solymár központjában álló közművelődési létesítmény, amely 1970 óta működik ezen a néven, a Templom tér 25. házszám alatt. A 2010-es évek dereka óta szervezetileg hozzá tartozik a Dr. Jablonkay István Helytörténeti Gyűjtemény, majd később ugyancsak a művelődési ház szervezeti rendjébe sorolták be a település tájházát is. Maga az épület még az 1900-as évek legelején épült, és működésének első négy évtizedében az egyik módos helyi sváb család által fenntartott nagyvendéglő működött benne; 1949 után, az államosítással került községi kézbe.

## Története

### Előzmények
Solymár főterének közelében a XIX-XX. század fordulóján már működött egy nagyvendéglő, néhány háznyira a templomtól, amikor Taller József (1862–1938) helyi lakos gazda, azokban az években a település bírója elhatározta egy másik nagyvendéglő építését. Taller József a lányának és vejének, Schäffer Bernátnak (1885–1915) kívánta átadni az épületet, amit Jablonszky Ferenc helyi lakos műépítész és Folláth József kőműves bevonásával terveztetett át a saját elképzelései szerint. A beruházás tervei 1905-ben készültek el, a tervanyag pedig 1909-ben kapta meg a főszolgabírói engedélyt; a kivitelezés valószínűleg még abban az évben be is fejeződhetett.
Eredetileg a művelődési ház mai, két utcára nyíló ingatlana két telek volt, ennek megfelelően a ma látható épületnek első változatában csak a Templom tér felőli szárnya épült meg. A Marczibányi utca felől nyíló szomszédos telek tisztázatlan időpontban került a vendéglőt üzemeltető család birtokába, minden bizonnyal 1919 után, mert abban az évben még egy másik család tulajdonaként említik. Az 1930-as években azonban már biztosan állt a két telekre kiterjedő nagyvendéglő, amelynek bálterme a hátsó részen került kialakításra. A maga korában igen korszerűen kialakított létesítményben volt nyitott táncterem, kaszinó, kuglipálya és jégverem is. A létesítményt az 1920-as évektől már az építtető unokája, Schäffer Bernát (1904–1980) és családja működtette.

### Államosítás
1950-ben a kulákoknak minősített személyek elleni akkori intézkedések keretében az időközben Sarlós névre magyarosított Schäffer Bernáttól is elvették a vendéglőjét, amit átadtak a helyi földműves szövetkezetnek, az azonban nem tudta azt gazdaságosan működtetni, ezért úgy döntöttek, hogy átadják a községi tanácsnak kultúrház céljára. Így jött létre, a korábbi bálterem színházteremmé alakításával, kültéri színpad építésével és a korábbi nyári helyiség egy részének elfalazásával az Alkotmány kultúrotthon, melyet 1952. augusztus 20-án avattak fel. Helytörténeti források szerint az 1950-es években a létesítmény tiszteletdíjas vezetői Csöndes József és Friedrich Ignácné helyi pedagógusok, továbbá Dulicsek Mária és Jozefka Sándor voltak.
1961-ben az épület komolyabb felújításon esett át, melynek részeként átépült a tetőszerkezete, megnőtt a nagytermének mérete és további fejlesztések történtek. A beatzenei stílus robbanásszerű terjedése Solymáron is életre hívott egy beatzenekart, a Wulcant, melynek egyik törzshelye lett ezekben az években a művelődési ház – olyannyira, hogy idővel, a zenekar nagy népszerűsége miatt máshonnan ideérkező, és a helyieket kiszorító tömegek miatt egy időben bizonyos korlátozásokat is életbe kellett léptetni. Ebben az évtizedben a kultúrház igazgatói Karall Mátyás, Csornai Irén, Temesi Miklós, Répási Miklós, Sipos Szilveszter és Paál Gyula voltak.

### Apáczai Csere János nevén
Valamikor az 1960-as évek végén került Solymárra kultúrház-vezetőként egy agilis fiatalember, Paál Gyula, akinek egyeztetés nélkül meghozott döntései, nemegyszer a hatáskörét túllépően megtett intézkedései sok problémát okoztak a községben. Legmaradandóbb lépése ezek közül a kultúrház névadása volt, amelyet önkényesen, községi szintű egyeztetés nélkül hagyatott jóvá – sikerrel – a felső hatóságokkal. A történet legbizarrabb része azonban az, hogy – Seres István helytörténeti kutató, akkori tanácsi végrehajtó bizottsági titkár (tehát az eset közvetlen érintettje) visszaemlékezése szerint Paál tévedésből adta le bejegyzésre Apáczai Csere János nevét, miközben ő a neves Ázsia-kutatóról, a szintén háromnevű Kőrösi Csoma Sándorról akarta elneveztetni a kultúrházat. Az szinte szóra sem érdemes, hogy a községhez egyik jeles személyiségnek sem volt olyan köze, ami egy ilyen névadást indokolhatott volna.
Az új nevén lényegében 1972-ben kezdett működni a művelődési ház, előtte ugyanis két tanéven keresztül a helyi általános iskola használta a helyiségeit – saját épületének átépítése miatt –, majd ismét egy nagyobb felújítás következett, ekkor kapott önálló helyiséget az épületben a községi könyvtár és az MSZMP-pártbizottság; az utcai oldalon presszó, az udvari részen pedig kiállítóterem létesült. 1989-ben a művelődési ház gondozásában jelent meg a település első, azóta is működő helyi lapja, a Solymári Hírmondó.
A 2000-es években az intézmény hivatalos elnevezése Apáczai Csere János Művelődési Ház és Könyvtár lett. A 2010-es években szervezetileg hozzá csatolták a község akkori másik közművelődési létesítményét, a két házzal arrébb álló Dr. Jablonkay István Helytörténeti Gyűjteményt, majd az évtized derekán a művelődési ház szervezeti egysége lett az ugyancsak néhány házzal arrébb, a Dózsa György utca 6. szám alatt álló tájház („Bauernhaus”) is.

## Az intézmény ma
Az intézmény főbejárata a Templom tér keleti végén található, pontosan a Dózsa György utca betorkollásával szemben. A bejárattól balra (keletre) lévő épületszárny utcára néző egyetlen helyisége a klubszoba, ez az állandó helyisége a kultúrház keretei közt működő nyugdíjas klubnak, illetve kórusok is próbálnak itt, de gyakran tartanak a helyiségben kiállításokat és előadásokat is. Ugyanebben a szárnyban található még egy büféhelyiség, a két helyiségből álló pinceklub lejárata, az intézmény ugyancsak két helyiségből álló irodája, a tanterem – amelyet főként kisebb létszámú klubrendezvények és moderntánc-edzések céljára vesznek igénybe, de a napközbeni időszakokban gyakran kereskedelmi célokra is kibérelik.
A főbejárattől jobbra eső, lényegesen nagyobb – egészen a Marczibányi utcáig végigérő, nagyjából észak-déli tájolású – épületszárny Templom tér felőli, utcai részén kapott helyet a négy helyiséget elfoglaló községi könyvtár. Az épületszárny következő részében található a kazánház és más technikai helyiségek, amiket a zeneterem követ – ez jelenleg elsősorban próbahelyiségként, valamint előadások idején a közreműködők öltözőhelyiségeként szolgál, hiszen innen közvetlen bejárás nyílik a színpad hátsó részére. Az épületszárny déli felét a kb. 200 férőhelyes színházterem teszi ki, illetve az épületrész Marczibányi utcai végén található még egy kis alapterületű színpadtechnikai-világítási helyiség is.
Az épületegyüttest kiegészíti egy, a fő homlokzat tengelyével párhuzamos, körülbelül kelet-nyugati tájolású épületrész a Marczibányi utca felől, ahol az aula található; ez szolgál a színházterem főbejáratául, itt van a ruhatár és gyakran tartanak itt kiállításokat is.
Az épületegyüttes belső udvarán két fedett színpad is található, egy nagyobb, állandó és egy kisebb, ideiglenes kialakítású. Az udvar egyébként hétköznapokon és az intézmény nyitvartartási idejében egyben átjárási lehetőséget is biztosít a Templom tér és a Marczibányi utca között.

## Megközelítése
A művelődési ház Solymár központjában, a Templom tér 25. szám alatt található, amely mindössze néhány lépésnyire van a BKV 64A jelzésű buszjáratának külső, Solymár, Templom tér nevű végállomásától. Megáll a téren a 64-es és a 164-es busz is, a Solymárt érintő egyéb közösségi közlekedési járatoktól (264-es busz, a településen áthaladó Volánbusz-járatok, esztergomi vasút) pedig hosszabb-rövidebb sétával érhető el a létesítmény.

## Nyitvatartási rendje
A művelődési ház egy nyári, 5 vagy 6 hetes zárva tartási időszakot leszámítva az év minden hetében nyitva tart, hétköznapokon reggeltől estig, és rendezvények idején hétvégén is. Ezen belül a könyvtár hétfőn, szerdán és pénteken 13 és 19 óra között, kedden és csütörtökön 10-től 19 óráig látogatható. Alkalomszerűen az épület több helyiségében is tartanak kiállításokat, ezek nyitvatartási rendjéről a művelődési ház honlapján (www.apaczai.com) lehet előzetesen tájékozódni.